# 松平康直 (松井松平家)
松平 康直（まつだいら やすただ）は、江戸時代中期の旗本。

## 経歴
皆川政能の三男として生まれ、松平康等の養子となる。享保9年（1724年）12月25日に家督を継ぐ。享保12年（1727年）4月11日に書院番、享保18年（1733年）9月11日に使番となり、12月18日に布衣の着用を許される。元文元年（1736年）12月15日、職を解かれて小普請となる。延享2年（1745年）9月3日、47歳で死去。

## 系譜
- 実父：皆川政能[注釈 1]
- 実母：皆川豊隆の娘
- 養父：松平康等
- 養母：吉田氏 - 中根正冬養女
- 正室：勝田元邑の娘
- 長女：成瀬正常室
- 次女：筧為昇室
- 長男：松平康喜
- 三女：松平康兼室 - 松平康喜養女